# Norma social

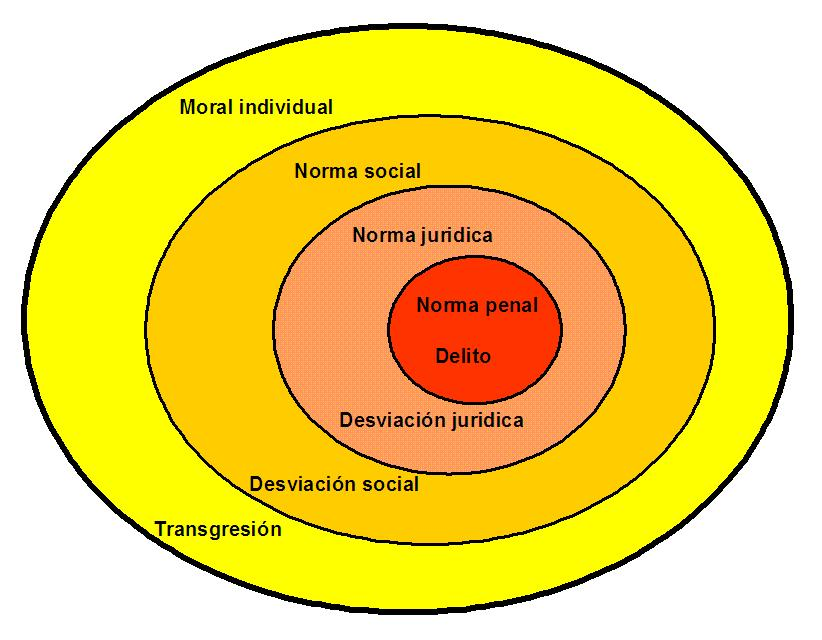
Diferentes tipos de normas y tipo de desviación que implica su incumplimiento

Una norma social es un estándar compartido de comportamiento aceptable por parte de un grupo. Las normas sociales pueden ser entendimientos informales que rigen el comportamiento de los miembros de una sociedad, así como también pueden estar codificadas en reglas y leyes. Las influencias normativas sociales, o normas sociales, se consideran impulsores poderosos de los cambios en el comportamiento humano y están bien organizadas e incorporadas por las principales teorías que explican el comportamiento humano. Las instituciones están compuestas por múltiples normas. Las normas son creencias sociales compartidas sobre el comportamiento; por lo tanto, son distintas de las "ideas", "actitudes" y "valores", que pueden mantenerse de forma privada y que no necesariamente conciernen al comportamiento. Las normas son contingentes al contexto, al grupo social y a las circunstancias históricas.
Los académicos distinguen entre normas regulativas (que restringen el comportamiento), normas constitutivas (que configuran intereses) y normas prescriptivas (que prescriben lo que los actores deben hacer). Los efectos de las normas pueden determinarse por una lógica de lo apropiado y lógica de las consecuencias; la primera implica que los actores siguen las normas porque es socialmente apropiado, y la segunda implica que los actores las siguen por cálculos de costo-beneficio.
Se han identificado tres etapas en el ciclo de vida de una norma: (1) Emergencia de la norma – donde actores sociales buscan persuadir a otros sobre la deseabilidad y adecuación de ciertos comportamientos; (2) Cascada normativa – cuando una norma obtiene aceptación generalizada; y (3) Internalización de la norma – cuando una norma adquiere una cualidad de "dado por sentado". Las normas son robustas en diversos grados: algunas se violan con frecuencia, mientras que otras están tan profundamente internalizadas que las violaciones son infrecuentes. La evidencia de la existencia de normas puede detectarse en los patrones de comportamiento dentro de los grupos, así como en la articulación de normas en el discurso grupal.
En algunas sociedades, los individuos a menudo limitan su potencial debido a normas sociales, mientras que otros se involucran en movimientos sociales para desafiar y resistir estas restricciones.

## Definición

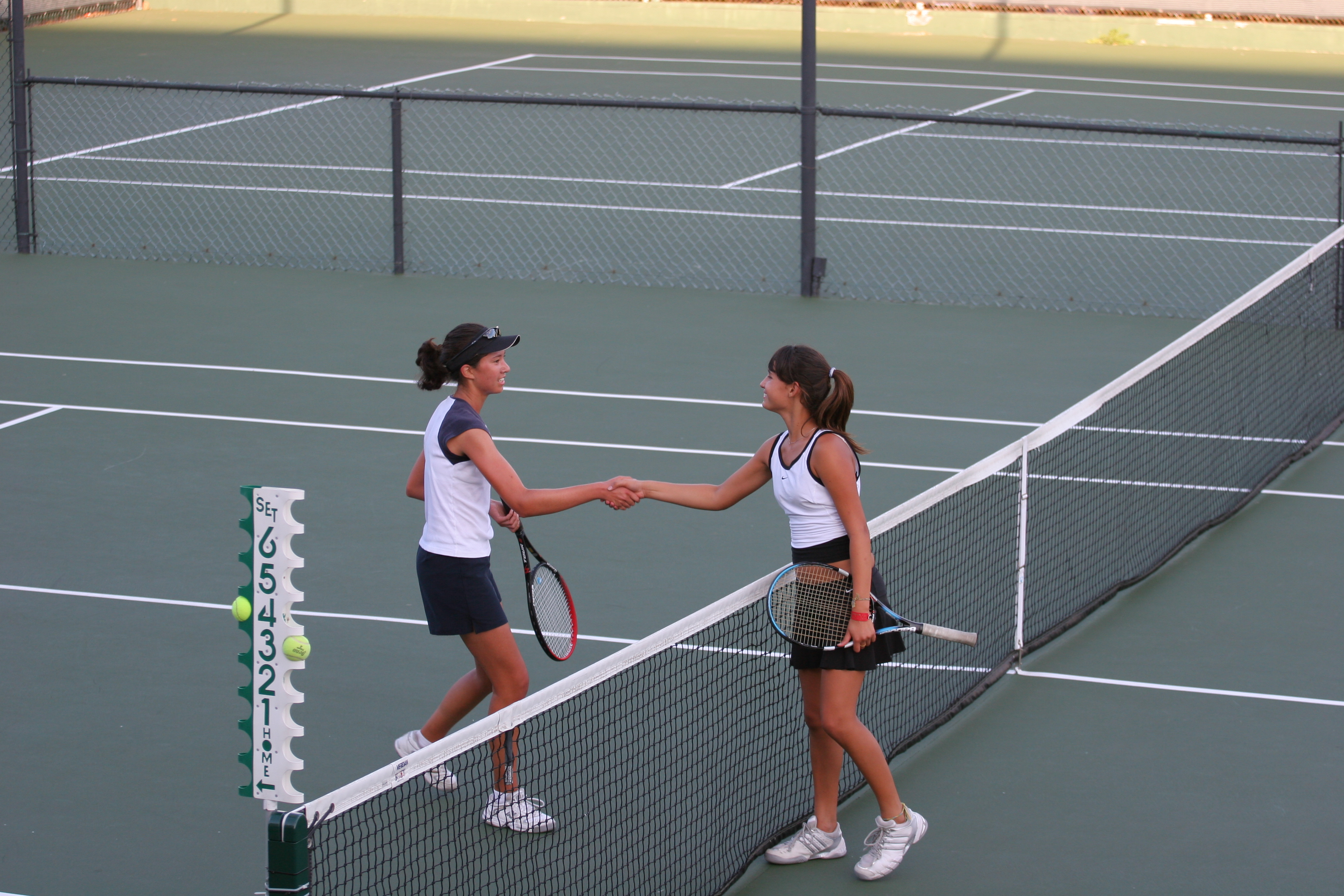
Darse la mano después de un partido de deportes es un ejemplo de norma social.

Existen diversas definiciones de normas sociales, pero hay consenso entre los académicos en que las normas son:
1. sociales y compartidas entre los miembros de un grupo,
2. relacionadas con comportamientos y que moldean la toma de decisiones,
3. proscriptivas o prescriptivas,
4. una forma socialmente aceptable de vivir por parte de un grupo en la sociedad.

En 1965, Jack P. Gibbs identificó tres dimensiones normativas básicas bajo las cuales se podían subsumir todos los conceptos de normas:
1. "una evaluación colectiva del comportamiento en términos de lo que debería ser"
2. "una expectativa colectiva de lo que el comportamiento será"
3. "reacciones particulares al comportamiento" (incluyendo intentos de sancionar o inducir cierta conducta)[10]

Las normas son expectativas colectivas sobre el comportamiento apropiado para una determinada identidad. Wayne Sandholtz se opone a esta definición, ya que argumenta que las expectativas compartidas son un efecto de las normas, no una cualidad intrínseca de ellas. Las normas también pueden definirse como "estándares de comportamiento apropiado para actores con una identidad determinada". En esta definición, las normas tienen una cualidad de "deber ser".
Michael Hechter y Karl-Dieter Opp definen las normas como "fenómenos culturales que prescriben y proscriben comportamiento en circunstancias específicas". Las sociólogas Christine Horne y Stefanie Mollborn definen las normas como "evaluaciones del comportamiento a nivel grupal". Esto implica que las normas son expectativas generalizadas de aprobación o desaprobación social del comportamiento. Los académicos debaten si las normas sociales son construcciones individuales o colectivas.
El economista y teórico de juegos Peyton Young define las normas como "patrones de comportamiento que se auto-refuerzan dentro de un grupo". Él enfatiza que las normas están impulsadas por expectativas compartidas: "Todos conforman, todos esperan que los demás conformen, y todos desean conformar cuando esperan que los demás también lo hagan". Las caracteriza como mecanismos que "coordinan las expectativas de las personas en interacciones que poseen múltiples equilibrios".
Conceptos como "convenciones", "costumbres", "morales", "mores", "reglas" y "leyes" han sido caracterizados como equivalentes a normas. Las instituciones pueden considerarse colecciones o agrupaciones de múltiples normas. Las reglas y las normas no son necesariamente fenómenos distintos: ambas son estándares de conducta que pueden tener distintos niveles de especificidad y formalidad. Las leyes son una versión altamente formal de las normas. Las leyes, reglas y normas pueden estar en conflicto; por ejemplo, una ley puede prohibir algo, pero las normas aún permitirlo. Las normas no son equivalentes a una agregación de actitudes individuales. Las ideas, actitudes y valores no son necesariamente normas, ya que estos conceptos no necesariamente conciernen al comportamiento y pueden mantenerse en privado. Los "comportamientos prevalentes" y las regularidades de comportamiento no son necesariamente normas. Las reacciones instintivas o biológicas, los gustos personales y los hábitos individuales no son necesariamente normas.

## Tipos
No existe un consenso claro sobre cómo debe utilizarse el término norma. Martha Finnemore y Kathryn Sikkink distinguen entre tres tipos de normas:
1. Normas regulativas: "ordenan y restringen el comportamiento"
2. Normas constitutivas: "crean nuevos actores, intereses o categorías de acción"
3. Normas evaluativas y prescriptivas: tienen una cualidad de "deber ser"

Finnemore, Sikkink, Jeffrey W. Legro y otros han argumentado que la solidez (o efectividad) de las normas puede medirse por factores como:
- La especificidad de la norma: las normas que son claras y específicas tienden a ser más efectivas[7][3]
- La longevidad de la norma: las normas con historia tienden a ser más efectivas[7]
- La universalidad de la norma: las normas que hacen afirmaciones generales (en lugar de afirmaciones localizadas y particularistas) tienden a ser más efectivas[7]
- La prominencia de la norma: las normas ampliamente aceptadas por actores poderosos tienden a ser más efectivas[3]

Christina Horne argumenta que la solidez de una norma está determinada por el grado de apoyo hacia los actores que sancionan los comportamientos desviados; ella se refiere a las normas que regulan cómo hacer cumplir otras normas como "metanormas".
Según Beth G. Simmons y Hyeran Jo, la diversidad de apoyo hacia una norma puede ser un fuerte indicador de su solidez.
También añaden que la institucionalización de una norma incrementa su solidez.
Asimismo, se ha postulado que las normas que existen dentro de grupos más amplios de normas distintas pero mutuamente reforzadas pueden ser más sólidas.
Jeffrey Checkel sostiene que existen dos tipos de explicaciones sobre la eficacia de las normas:
- Racionalismo: los actores cumplen las normas por coerción, cálculos costo-beneficio e incentivos materiales
- Constructivismo: los actores cumplen las normas debido al aprendizaje social y la socialización

Según Peyton Young, los mecanismos que respaldan el comportamiento normativo incluyen:
- Coordinación
- Presión social
- Señalización
- Puntos focales

### Normas descriptivas vs. normas injuntivas
Las normas descriptivas muestran lo que sucede, mientras que las normas injuntivas describen lo que debería suceder. Cialdini, Reno y Kallgren (1990) definen una norma descriptiva como la percepción que tiene la gente sobre lo que comúnmente se hace en situaciones específicas; indica lo que la mayoría hace, sin emitir juicios. La ausencia de basura en el suelo de un estacionamiento, por ejemplo, transmite la norma descriptiva de que la mayoría de las personas no arrojan basura. Una norma injuntiva, en cambio, transmite la aprobación del grupo sobre un comportamiento específico; dicta cómo debe comportarse una persona. Ver a otra persona recoger basura del suelo y tirarla puede hacer que otro miembro del grupo entienda que debe hacer lo mismo: no tirar basura.

### Normas prescriptivas y normas proscriptivas
Las normas prescriptivas son reglas no escritas que la sociedad comprende y sigue, e indican lo que deberíamos hacer. Expresar gratitud o escribir una tarjeta de agradecimiento cuando alguien nos da un regalo representa una norma prescriptiva en la cultura estadounidense. En contraste, las normas proscriptivas constituyen el otro extremo del mismo espectro; son igualmente reglas no escritas de la sociedad sobre lo que no se debe hacer. Estas normas pueden variar entre culturas; mientras que besar en la mejilla a alguien que acabas de conocer es un saludo aceptable en algunos países europeos, en Estados Unidos no lo es y, por tanto, representa una norma proscriptiva.

## Cumplimiento
El control social es el conjunto de prácticas, actitudes y valores destinados a mantener el orden establecido en las sociedades. Aunque a veces el control social se realiza por medios coactivos o violentos, el control social también incluye formas no específicamente coactivas, como los prejuicios, los valores y las creencias.
Entre los medios de control social están las normas sociales, las instituciones, la religión, las leyes, las jerarquías, los medios de represión, el adoctrinamiento (los medios de comunicación y la propaganda), los comportamientos generalmente aceptados, y los usos y costumbres (sistema informal, que puede incluir prejuicios) y leyes (sistema formal, que incluye sanciones).